# Charles F. Manderson

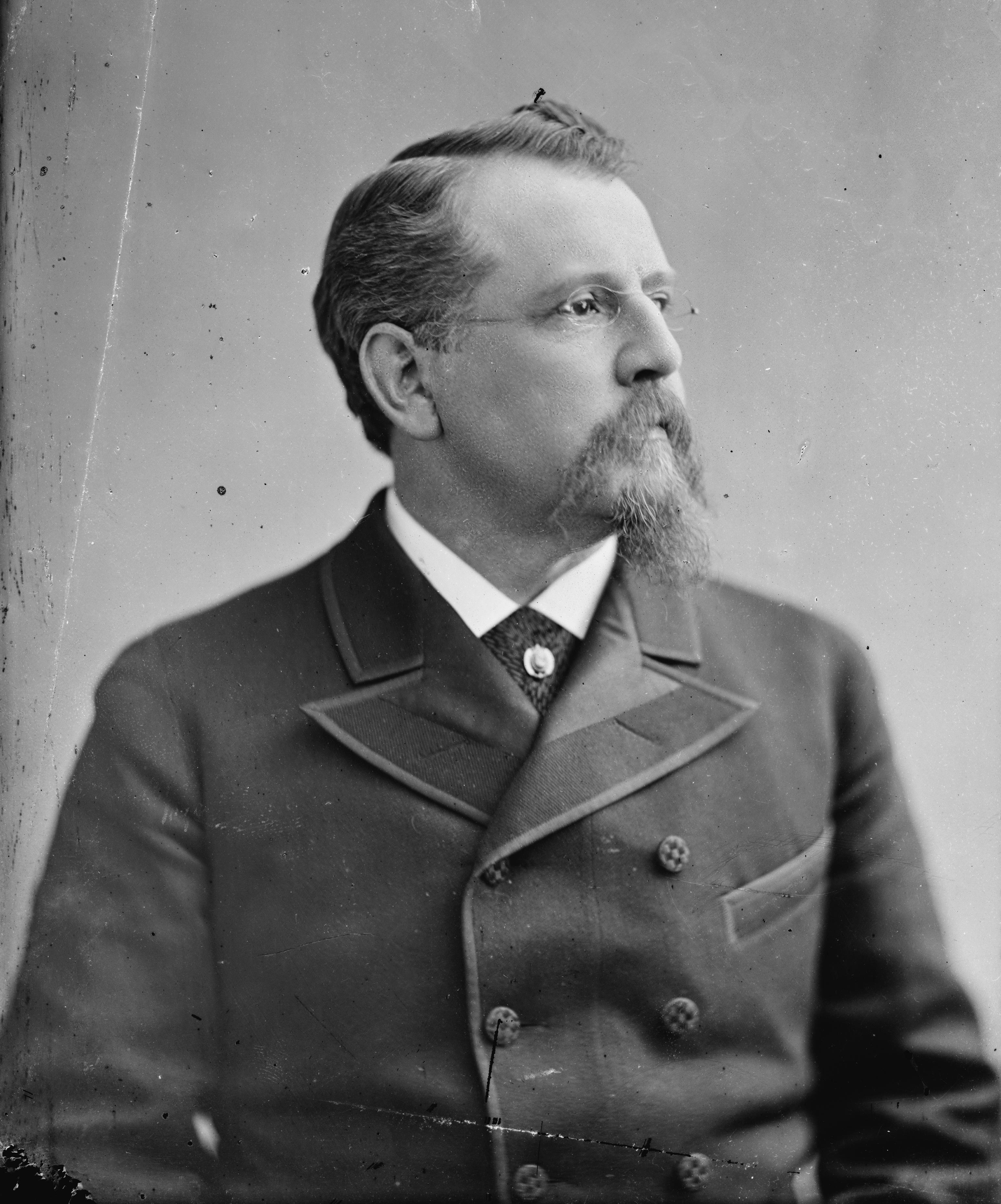
Charles F. Manderson

Charles Frederick Manderson (* 9. Februar 1837 in Philadelphia, Pennsylvania; † 28. September 1911 in Liverpool) war ein US-amerikanischer Politiker, der von 1883 bis 1895 den Bundesstaat Nebraska im US-Senat vertrat.

## Leben

### Frühe Jahre
Geboren und aufgewachsen ist Charles F. Manderson in Philadelphia, wo er die örtlichen Schulen besuchte. Im Alter von 19 Jahren zog er nach Canton, Ohio um, begann ein Studium der Rechtswissenschaften und wurde 1859 als Anwalt zugelassen. Als solcher verdiente er bis zum Ausbruch des Sezessionskrieges sein Geld.

### Politischer und militärischer Aufstieg
Ab 1861 war Manderson als Oberleutnant Mitglied des 19. Freiwilligenregimentes in Ohio. Nach der Schlacht von Shiloh, bei der er die Führung des Regiments übernommen hatte, wurde er zum Major und nach der Schlacht am Stones River schließlich zum Oberst befördert. Im Februar 1865 wurde ihm der Brevet-Rang des Brigadegenerals verliehen. Zwei Monate später beendete er seine militärische Laufbahn aufgrund von Kriegsverletzungen. Zurück in Omaha heiratete er Rebecca S. Brown, die Tochter des anerkannten Juristen James D. Brown und führte seinen Beruf als Anwalt fort. In einem Rennen um einen Sitz im Kongress musste sich Charles Manderson 1866 mit einer Stimme geschlagen geben.
1869 zog er nach Omaha um, wo er weiterhin als Anwalt tätig war. 1871 war er Mitglied der Omaha Law Library Association, der Vereinigung, die für die Gründung einer juristischen Bibliothek in Omaha verantwortlich war. Im selben Jahr und 1875 war Manderson Mitglied der Verfassunggebenden Versammlungen Nebraskas. 1883 wurde er als Republikaner in den Senat der Vereinigten Staaten gewählt, wo er Mitglied in zahlreichen Ausschüssen war. In der Zeit zwischen 1889 und 1895 wurde er zum Präsidenten pro tempore des Senats gewählt. Nach seiner Amtszeit begann er umgehend als Anwalt für die Chicago, Burlington and Quincy Railroad zu arbeiten und wurde 1900 für ein Jahr zum Präsidenten der American Bar Association gewählt.

### Tod und Vermächtnis
Charles F. Manderson starb am 28. September 1911 an Bord des Schiffes Cedric, das im Hafen vor Liverpool vor Anker lag. Sein Leichnam wurde nach Omaha überführt, wo er auf dem Forest Lawn Cemetery beigesetzt wurde.
Zu seinen Ehren und wegen seiner Verdienste als Beauftragter bei der Chicago, Burlington and Quincy Railroad wurde der Ort Manderson in Wyoming nach ihm benannt.

## Bibliografie
- The Twin Seven - Shooters, 1902, F. Tennyson Neely, New York